# Walter Rudin
Walter Rudin (* 2. Mai 1921 in Wien; † 20. Mai 2010 in Madison, Wisconsin) war ein US-amerikanischer Mathematiker, der sich mit Analysis beschäftigte.

## Leben
Rudin stammte aus einer alten österreichischen jüdischen Familie. Sein Urgroßvater war Zündholzfabrikant und wurde geadelt, sein Vater Robert Pollak-Rudin war Elektrotechniker. Nach dem Anschluss Österreichs 1938 wurde er vom Schulbesuch am Bundesrealgymnasium Waltergasse ausgeschlossen und flüchtete über die Schweiz nach Frankreich. 1940 flüchtete Rudin weiter nach England, wo er in der Marine diente. Nach dem Krieg ging er 1945 in die USA. Er wurde 1949 an der Duke University bei John Gergen promoviert (Uniqueness theory of Laplace Series). Danach war er Moore-Instructor am MIT, an der University of Rochester und schließlich ab 1959 Professor an der University of Wisconsin–Madison, wo er 1991 in den Ruhestand ging und zuletzt Professor emeritus war. 1956 wurde er Sloan Research Fellow.
Rudin beschäftigte sich unter anderem mit harmonischer Analysis und der Theorie der komplexen Funktionen mehrerer Veränderlicher. In den USA ist er vor allem wegen seiner weit verbreiteten Analysis-Lehrbücher bekannt: Principles of Mathematical Analysis (bekannt als „Baby Rudin“) und Real and Complex Analysis (bekannt als „Big Rudin“). Für diese erhielt er 1993 den Leroy P. Steele Prize. 2005 wurde er Ehrendoktor der Universität Wien. 1970 war er Invited Speaker auf dem Internationalen Mathematikerkongress in Nizza (Harmonic analysis in polydiscs) und 1962 in Stockholm (The extension problem for positive definite functions).
Seit 1953 war er mit der Mathematikerin Mary Ellen Rudin, geborene Estill, verheiratet, die ab 1971 als Professorin ebenfalls an der University of Wisconsin-Madison tätig war, spezialisiert auf allgemeine Topologie. Mit ihr hatte er vier Kinder. Das Ehepaar wohnte in Madison in Wisconsin in einem 1957 von Frank Lloyd Wright erbauten Haus.

## Schriften
- Walter Rudin: Principles of mathematical analysis (= International series in pure and applied mathematics). 3. Auflage. McGraw-Hill, New York 1976, ISBN 978-0-07-054235-8 (englisch). Deutsch: Siehe Analysis
- Walter Rudin: Reelle und komplexe Analysis. 2., verb.  Auflage. Oldenbourg, München 2009, ISBN 978-3-486-59186-6.
- Walter Rudin: Analysis. De Gruyter, 2022, ISBN 978-3-11-075043-0, doi:10.1515/9783110750430.
- Walter Rudin: Functional Analysis (= International series in pure and applied mathematics). 2. Auflage. Tata McGraw Hill Education, New Delhi 2006, ISBN 978-0-07-061988-3 (englisch, archive.org).
- Walter Rudin: Fourier Analysis on Groups. 1. Auflage. Wiley, 1990, ISBN 978-0-470-74481-9, doi:10.1002/9781118165621 (englisch).
- Walter Rudin: Function Theory in Polydiscs. Benjamin, 1969 (englisch, archive.org).
- Walter Rudin: Function Theory in the Unit Ball of Cn. Springer New York, New York, NY 1980, ISBN 978-3-540-68272-1, doi:10.1007/978-3-540-68276-9 (englisch).
- Walter Rudin: So hab ich’s erlebt: Von Wien nach Wisconsin - Erinnerungen eines Mathematikers. De Gruyter, 1998, ISBN 978-3-486-79574-5, doi:10.1515/9783486795745.